# جمعية الترويج الدولي للرياضة
جمعية الترويج الدولي للرياضة (باليابانية: 国際スポーツ振興協会، وتنطق: كوكوساي سبوتسو شينكو كيوكاي) وتُعرف اختصارًا بـ ISPS أو ISPS Handa، هي منظمة غير ربحية يابانية ترعى بطولات غولف دولية، بما في ذلك بطولة بي جي إيه لكبار السن وبطولة أستراليا المفتوحة للسيدات ضمن جولة إل بي جي إيه. تُعد الجمعية عضوًا في جمعية طوكيو الرياضية، وهي مؤسسة ذات نفع عام.

## التاريخ
تأسست الجمعية في عام 2006، حيث أطلقت كأس هاندا في الولايات المتحدة وكأس هاندا الأسترالي في أستراليا لتمويل ودعم بطولات الغولف لفئة كبار السن ضمن جولة إل بي جي إيه. كما بدأت في تنظيم فعاليات للهواة مثل بطولة كأس هاندا المفتوحة لمحترفي ومدربي الغولف في اليابان.
- ومنذ عام 2007، بدأت الجمعية بدعم بطولات البولينغ في اليابان، وشاركت في الإشراف المشترك على بطولة كأس هاندا لمحترفي البولينغ في اليابان وبطولة كأس هاندا لمحترفات البولينغ في اليابان. كما شرعت في إقامة بطولات ودعمها ضمن جولات رياضية دولية كبرى.
- ومنذ عام 2010، بدأت الجمعية في تنظيم بطولات في اليابان، مثل جولة كبار السن في رابطة الغولف للمحترفين اليابانية (JPGA) وبطولة التحدي التابعة لرابطة الغولف اليابانية (JGTO). ومن بين هذه البطولات بطولة كأس هاندا لكبار السن.
- في يناير 2012، أطلقت الجمعية برنامج أكاديمية هاندا التابعة لجمعية الترويج الدولي للرياضة بالتعاون مع رابطة لاعبي الغولف المحترفين بالتعاون مع البطولة الأوروبية لرابطة لاعبي الجولف المحترفين،[3] حيث يقوم محترفو الغولف في المملكة المتحدة بتعليم الغولف للمكفوفين.
- وفي عام 2013، نظّمت الجمعية قمة قيم الرياضة العالمية من أجل السلام في طوكيو.[4][5]
- وفي يوليو 2014، بدأت الجمعية بدعم نادي مبومالانجا بلاك أسأت في جنوب إفريقيا.[6]
- وفي يونيو 2015، أسّست الجمعية بطولة كأس هاندا العالمي، وكانت أول بطولة تستضيفها بالشراكة مع رابطة الغولف اليابانية.[7]

## الغولف
تدعم الجمعية اليابانية الدولية لتعزيز الرياضة رياضة الغولف لذوي الإعاقة والمكفوفين، وتُقدّم الدعم الإداري والمالي لعدد من البطولات بالتعاون مع اتحادات الغولف المحلية حول العالم.
وقد نُظّمت عدة بطولات تحت مسميات تضم هاندا أو جمعيةالترويج الدولي للرياضة، بالإضافة إلى استخدام التسمية المدمجة جمعية الترويج الدولي للرياضة - هاندا، نسبة إلى رئيس الجمعية هاروهيزا هاندا. أصبحت الجمعية الراعي الرسمي لكأس العالم للغولف لعام 2013، وحملت البطولة حينها الاسم الرسمي "بطولة كأس العالم للغولف آي إس بي إس هاندا".
شهدت النسخة السادسة من بطولة هاندا الخيرية لكبار لاعبي الغولف المحترفين (المنظمة من قبل رابطة لاعبي الغولف المحترفين في اليابان) جائزة مالية إجمالية بلغت خمسة أضعاف ما كانت عليه في النسخة السابقة (بطولة 2006 الخيرية لكبار المحترفين)، وكانت أول بطولة في تاريخ جولة كبار المحترفين في اليابان تبلغ جائزتها 100,000,000 ين ياباني. ومنذ النسخة الحادية عشرة في عام 2012، تتولى الجمعية تنظيم البطولة، وفي عام 2014 حملت اسم بطولة آي إس بي إس هاندا الخيرية لكبار السن.
أُطلقت بطولة كأس آي إس بي إس هاندا العالمية (بالتعاون مع منظمة جولة الغولف اليابانية) في يونيو 2015، وكانت أول بطولة غولف في اليابان تُبث عالميًا بتعليق باللغة الإنجليزية. إضافة إلى البث التلفزيوني، تم توزيع البرنامج أيضًا عبر الإنترنت من خلال منصة يوستريم. حصل الفائز في البطولة على سترة هاوري يابانية خضراء بدلًا من السترة الخضراء التقليدية.

### فعاليات آي إس بي إس هاندا الحالية
| الجولة                                                    | البطولة                                                                           | السنة       | الموقع           |
| --------------------------------------------------------- | --------------------------------------------------------------------------------- | ----------- | ---------------- |
| جولة رابطة لاعبات الجولف المحترفات جولة السيدات الأوروبية | جمعية الترويج الدولي للرياضة هاندا المفتوحة للسيدات في نيوزيلندا                  | 2012–الحاضر | نيوزيلندا        |
| جولة ALPG، جولة السيدات الأوروبية، جولة LPGA              | جمعية الترويج الدولي للرياضة هاندا المفتوحة للسيدات في أستراليا                   | 2010–الحاضر | أستراليا         |
| جولة PGA في أستراليا                                      | BMW جمعية الترويج الدولي للرياضة هاندا New Zealand المفتوحة                       | 2016–الحاضر | نيوزيلندا        |
| غير متاح                                                  | العشاء الإعلامي لبطولة الماسترز                                                   | 2013–الحاضر | الولايات المتحدة |
| غير متاح                                                  | جمعية الترويج الدولي للرياضة هاندا Mike Tindall 3rd Annual Celebrity Golf Classic | 2013–الحاضر | إنجلترا          |
| جولة كبار السن الأوروبية                                  | جمعية الترويج الدولي للرياضة هاندا بطولة PGA للكبار                               | 2012–الحاضر | إنجلترا          |
| جولة جولف اليابان                                         | جمعية الترويج الدولي للرياضة هاندا كأس العالم                                     | 2015–الحاضر | اليابان          |
| جولة السيدات الأوروبية                                    | جمعية الترويج الدولي للرياضة هاندا Ladies European Masters                        | 2012–الحاضر | إنجلترا          |
| جولة Legends                                              | جمعية الترويج الدولي للرياضة هاندا Cup                                            | 2006–الحاضر | الولايات المتحدة |
| غير متاح                                                  | بطولة Duke of York Young Champions Trophy                                         | 2011–الحاضر | المملكة المتحدة  |
| الاتحاد الدولي للجولف المعاقين                            | جمعية الترويج الدولي للرياضة هاندا بطولة العالم للجولف المعاقين                   | 2014–الحاضر | عالمي            |
| الاتحاد الدولي للجولف المعاقين                            | جمعية الترويج الدولي للرياضة هاندا البطولة الأسترالية للجولف المعاقين             | 2014–الحاضر | أستراليا         |
| الاتحاد الدولي للجولف المعاقين                            | جمعية الترويج الدولي للرياضة هاندا البطولة النمساوية للجولف المعاقين              | 2014–الحاضر | النمسا           |
| الاتحاد الدولي للجولف المعاقين                            | جمعية الترويج الدولي للرياضة هاندا البطولة البريطانية للجولف المعاقين             | 2014–الحاضر | بريطانيا العظمى  |
| الاتحاد الدولي للجولف المعاقين                            | جمعية الترويج الدولي للرياضة هاندا كأس Ressmeyer                                  | 2014–الحاضر | إيطاليا          |
| الاتحاد الدولي للجولف المعاقين                            | جمعية الترويج الدولي للرياضة هاندا البطولة الكندية للجولف المعاقين                | 2014–الحاضر | كندا             |
| الاتحاد الدولي للجولف المعاقين                            | جمعية الترويج الدولي للرياضة هاندا البطولة الأمريكية للجولف المعاقين              | 2014–الحاضر | الولايات المتحدة |
| الاتحاد الدولي للجولف المعاقين                            | جمعية الترويج الدولي للرياضة هاندا البطولة الجنوب أفريقية للجولف المعاقين         | 2014–الحاضر | جنوب أفريقيا     |
| الاتحاد الدولي للجولف المعاقين                            | جمعية الترويج الدولي للرياضة هاندا البطولة الإيطالية للجولف المعاقين              | 2014–الحاضر | إيطاليا          |

### فعاليات آي إس بي إس هاندا السابقة
| الجولة                                                                     | البطولة                                                                | السنة      | الموقع           |
| -------------------------------------------------------------------------- | ---------------------------------------------------------------------- | ---------- | ---------------- |
| جولة PGA                                                                   | جمعية الترويج الدولي للرياضة هاندا كأس العالم للجولف                   | 2013       | أستراليا         |
| جولة LPGA جولة السيدات الأوروبية                                           | كأس سولهايم                                                            | 2013       | الولايات المتحدة |
| جمعية جولف المدارس الثانوية اليابانية جمعية جولف المدارس في كوريا الجنوبية | هاندا Cup Japan-South Korea Junior Championship                        | 2010–2014  | اليابان          |
| JPGA                                                                       | جمعية الترويج الدولي للرياضة هاندا Cup للبطولات الخيرية لكبار السن     | 2007–2014  | اليابان          |
| جولة الأوروبية                                                             | جمعية الترويج الدولي للرياضة هاندا Wales المفتوحة                      | 2012–2014  | ويلز             |
| جولة الأوروبية جولة PGA في أستراليا                                        | جمعية الترويج الدولي للرياضة هاندا Perth International                 | 2012–2014  | اليابان          |
| جولة Sunshine جولة الأوروبية                                               | The Nelson Mandela Championship                                        | 2012–2013  | جنوب أفريقيا     |
| جولة آسيا                                                                  | Faldo Series Asia                                                      | 2013–2014  | آسيا             |
| جولة آسيا                                                                  | هاندا Faldo Cambodian Classic (Faldo Series Asia)                      | 2012       | كمبوديا          |
| جولة PGA                                                                   | Tavistock Cup                                                          | 2013       | الولايات المتحدة |
| جولة السيدات الأوروبية                                                     | Aberdeen Asset Management Ladies Scottish المفتوحة                     | 2013       | اسكتلندا         |
| جولة Legends                                                               | جمعية الترويج الدولي للرياضة هاندا Legend's Tour المفتوحة Championship | 2007–2012  | أستراليا         |
| جولف أستراليا                                                              | هاندا Australian Senior المفتوحة                                       | 2007–2012  | أستراليا         |
| جولة كبار السن الأوروبية                                                   | جمعية الترويج الدولي للرياضة هاندا Irish Senior المفتوحة               | 2010       | أيرلندا          |
| جولة آسيا                                                                  | جمعية الترويج الدولي للرياضة هاندا Singapore Classic                   | 2007       | سنغافورة         |
| JFOS، جمعية الترويج الدولي للرياضة                                         | هاندا Cup Japan golf leader Professional-amateur المفتوحة              | 2006–2014  | اليابان          |
| جمعية الترويج الدولي للرياضة                                               | جمعية الترويج الدولي للرياضة هاندا Heroes                              | 2012–2014  | الولايات المتحدة |
| Faldo Series                                                               | Faldo Series USA Grand Final                                           | 2013–2014  | الولايات المتحدة |
| جمعية الترويج الدولي للرياضة                                               | جمعية الترويج الدولي للرياضة هاندا Cup Senior Masters                  | 2010–2011  | اليابان          |
| جولة ALPG                                                                  | جمعية الترويج الدولي للرياضة هاندا Australia Cup                       | 2006–2011  | أستراليا         |
| جمعية الترويج الدولي للرياضة                                               | جمعية الترويج الدولي للرياضة Charity Challenge Tournament              | 2013       | اليابان          |
| جمعية الترويج الدولي للرياضة                                               | جمعية الترويج الدولي للرياضة Glowing Senior المفتوحة                   | 2012       | اليابان          |
| جمعية الترويج الدولي للرياضة                                               | هاندا Cup Senior Championship                                          | 2007، 2009 | اليابان          |
| جمعية الترويج الدولي للرياضة                                               | هاندا Cup Tournament                                                   | 2010       | اليابان          |
| جمعية الترويج الدولي للرياضة                                               | هاندا Cup Tournament Under 30                                          | 2010       | اليابان          |
| جولف أستراليا                                                              | هاندا Junior Masters                                                   | 2009، 2011 | أستراليا         |
| جمعية الجولف الصينية                                                       | هاندا Cup Philanthropy in China CGA Challenge Tour                     | 2010       | الصين            |
| JFOS                                                                       | هاندا Cup International                                                | 2009       | الصين            |

## القمة
شاركت جمعية الترويج الدولي للرياضة في الإشراف على قمة قيم الرياضة العالمية من أجل السلام التي عُقدت في طوكيو يومي 18 و19 يوليو 2013. اجتمع في هذه القمة عدد من الرياضيين والباحثين من 16 دولة حول العالم لمناقشة موضوع: «بإمكان الرياضة الإسهام في تناغم تطوّر البشرية وبناء مجتمع يسوده السلام وتشجيعه».
وفي قمة قيم الرياضة العالمية من أجل السلام والتنمية، التي أُقيمت في 23 و24 مايو 2014 بمقر الأمم المتحدة في مدينة نيويورك، أُعلن عن شراكة بين جمعية الترويج الدولي للرياضة وتحالف الأمم المتحدة للحضارات.

## البولينغ في اليابان
في اليابان، تدعم جمعية الترويج الدولي للرياضة رياضة البولينغ من خلال استضافة بطولات وطنية على مدار العام. ويُقدّر أن نحو 20% من السكان يمارسون البولينغ، مقارنة بنسبة 13.8% ممن يمارسون الغولف. ومع ذلك، انخفض عدد صالات البولينغ من 3,000 إلى 1,000 صالة. وبفضل دعم الجمعية، أُقيمت العديد من فعاليات البولينغ.
| تُدار بواسطة                               | بالإشراف المشترك                | العنوان                                                 | السنة         |
| ----------------------------------------- | ------------------------------- | ------------------------------------------------------- | ------------- |
| جمعية لاعبي البولينغ المحترفين في اليابان | الجمعية الدولية للترويج الرياضي | بطولة هاندا اليابانية لمحترفي البولينغ                  | 2007–حتى الآن |
| جمعية لاعبي البولينغ المحترفين في اليابان | الجمعية الدولية للترويج الرياضي | بطولة هاندا الشاملة لمحترفات البولينغ في اليابان        | 2007–حتى الآن |
| جمعية لاعبي البولينغ المحترفين في اليابان | الجمعية الدولية للترويج الرياضي | بطولات هاندا للمحترفات المخضرمات في البولينغ في اليابان | 2008–حتى الآن |
| جمعية لاعبي البولينغ المحترفين في اليابان | الجمعية الدولية للترويج الرياضي | بطولات هاندا الخيرية لمحترفي البولينغ في اليابان        | 2009–حتى الآن |
| جمعية لاعبي البولينغ المحترفين في اليابان | الجمعية الدولية للترويج الرياضي | بطولات هاندا الخيرية لمحترفات البولينغ في اليابان       | 2009–حتى الآن |
| جمعية لاعبي البولينغ المحترفين في اليابان | الجمعية الدولية للترويج الرياضي | بطولة هاندا ماسترز لمحترفي البولينغ في اليابان          | 2010–حتى الآن |
| نادي السيدات الياباني للبولينغ            | الجمعية الدولية للترويج الرياضي | بطولات هاندا بلاتينوم للسيدات في البولينغ في اليابان    | 2009–حتى الآن |

## روابط خارجية
- ISPS Golf